# Смолевичи (станция)
Смолеви́чи (бел. Смаляві́чы) — узловая железнодорожная станция Минского отделения Белорусской железной дороги на линии Минск — Орша между остановочными пунктами Загорье и Заречное. Станция расположена в городе Смолевичи Минской области, который является административным центром одноимённого района. Расстояние до станции Минск-Пассажирский составляет 39 километров, до станции Орша-Центральная — 173 километра, расстояние до Москвы— 711,233 километров.

## История
Станция была возведена и открыта в 1871 году, вместе с пуском участка Осиновка — Брест Московско-Брестской железной дороги (движение по которому было начато 16 ноября 1871 года). Изначально станция получила название Витгенштейнская — по имени видного русского военачальника Петра Витгенштейна, которое носила до 6 января 1930 года. Перегоны на линии изначально были однопутными, а вторые пути между Смоленском и Брестом уложены в 1877–1879 годах. 1 июля 1896 года железная дорогa была выкуплена государством, 4 мая 1912 года переименована в Александровскую, в мае 1918 года перешла в ведение НКПС. В августе 1922 Александровская и Московско-Балтийская дороги были объединены в Московско-Белорусско-Балтийскую железную дорогу. В 1936 году из неё была выделена Западная железная дорога (с управлением в Смоленске), которая включала и всю магистраль от Москвы до пограничной станции Негорелое.
28 июля 1951 года станция Смолевичи в составе Минского отделения Западной железной дороги стала частью новообразованной Минской железной дороги. 15 мая 1953 года Минская железная дорога объединена с Белорусской железной дорогой, ранее управлявшейся из Гомеля. В 1974 году станция Смолевичи была электрифицирована переменным током (в составе участка Минск — Борисов).
В 2014 году проводился ремонт и реконструкция станции, в ходе которой было капитально отремонтировано здание вокзала и другие станционные постройки. Было проведено обновление посадочных платформ, пешеходных переходов, заменены ограждения и опоры освещения, окрашены фасады пассажирских зданий и павильонов, проведено благоустройство территорий, установлены новые элементы визуально-адресного информирования и автоматических систем оповещения о приближающемся поезде.

## Устройство станции

### Путевое хозяйство
Через станцию проходит восемь железнодорожных путей, из которых два — тупиковые, имеются служебные ответвления к станционным складам (разгрузочным площадкам) и тяговой подстанции, а также к городским предприятиям: Смолевичский завод ЖБИ, Смолевичскому хлебозаводу, Смолевичскому райагросервису — дилерскому центру МТЗ, Смолевичскому водоканалу, СЗАО «БелФрост», ДРСУ-123, ОАО «Белдортехника» и другим. От станции начинается железнодорожный путь в направлении станции Шеметово (Национальный аэропорт «Минск»), который возле остановочного пункта Загорье уходит на юг.

### Инфраструктура
Грузовая
На станции осуществляются приём и выдача повагонных отправок грузов, допускаемых к хранению на открытых площадках станций,  требующих хранения в крытых складах станций и требующих хранения в крытых складах станций. Для обслуживания товарных поездов имеется высокая погрузочно-выгрузочная платформа у пути № 8 с одновременной выгрузкой/погрузкой одного вагона, путь № 10 с одновременной выгрузкой/погрузкой двух вагонов, козловой кран грузоподъёмностью 10 тонн и 12,5 тонн с подкрановой площадкой, крытый грузовой склад (площадью 605 м²), путь № 21 с одновременной выгрузкой/погрузкой в восемь вагонов.
Пассажирская
На станции имеются две платформы прямой формы, одна боковая и одна островная длиною по 230—235 метров. Пересечение путей между платформами осуществляется по двум наземным пешеходным переходам, один из которые пересекает все железнодорожные пути станции и выходит к Строительной улице. На главной платформе, расположенной в направлении Орши, расположено здание железнодорожного вокзала с залом ожидания, справочной и билетными кассами (работающими круглосуточно).

## Пассажирское сообщение
Через станцию ежедневно проходит множество поездов ближнего и дальнего следования. На станции совершают остановку электропоезда региональных линий эконом-класса (пригородные электрички) до станций Борисов (8 пар), Орша-Центральная (5 пар) и Крупки (2 пары), нерегулярные рейсы следуют до станции Жодино. Также на станции останавливаются электропоезда городских линий, для которых до 2021 года станция являлась конечной. В направлении Минска электропоезда региональных и городских линий следуют до станций Минск-Пассажирский, Минск-Восточный и остановочного пункта Институт культуры. Время в пути на пригородных электропоездах до Орши составляет в среднем 3 часа 5 минут, до Борисова —  43 минуты, до станции Минск-Пассажирский — 46 минут.
Ежедневно на станции останавливаются поезда региональных линий бизнес-класса, следующие по маршруту «Минск — Орша» (4 пары поездов в сутки), один поезд межрегиональных линий бизнес-класса по маршруту «Гродно — Орша» и две пары поездов по маршруту «Витебск — Гродно».
Станция расположена на восточной окраине города в микрорайоне Юго-Запад, который отделён от остальной части города промышленной зоной. Возле остановочного пункта электропоездов находится остановка городского и пригородного общественного транспорта в направлении центра города, микрорайона Криницы, жилого массива улицы Ивана Мележа. Пригородные автобусы следуют в населённые пункты Мостище (через Заболотье) и Дехань, через остановку возле вокзала проходит маршрутное такси курсирующее от Минска (станции метро Восток) до Черницкого.